# Непряма мова
Непряма́ мо́ва — це чуже мовлення, що передається не дослівно, а зі збереженням лише основного змісту висловлювання. 
На письмі непряма мова не береться в лапки. Речення з непрямою мовою є складнопідрядним із підрядним з'ясувальним, яке приєднується за допомогою сполучників що, ніби, щоб, чи і сполучних слів де, куди, коли, як тощо. Вибір засобу зв'язку залежить від таких умов:
-якщо чуже висловлювання, передане непрямою мовою, було звичайним розповідним реченням, вживається сполучник що:
- Василь Касіян розповідає, що в основу його малюнка покладено епізод із життя Тараса Шевченка (Із журналу).

-якщо мовець, що передає зміст чужого висловлювання, хоче виразити сумнів у його достовірності, вживається сполучник ніби:
- Ліхтар розхвастався, ніби він міг би засліпити сонце (За Симоненком).

-якщо висловлювання було спонукальним реченням, вживається сполучник щоб:
- Софія Петрівна благала Аркадія, щоби він заспокоївся (За Коцюбинським).

-якщо висловлювання було питальним реченням без питальних займенників або прислівників, вживається сполучник чи:
- Маруся питає, чи дружу я з Тимком Степурою (За Донченком).

Коли ж такі слова були, вони стають сполучними словами у підрядному реченні:
- Хлопчик запитав, куди зникає вночі сонце.
- Вишлевич зупинив пана Юзефа і запитав, де Юлія (Іваничук).
- Головацький запитав Вишлевича, яка ідея в нього найсвятіша (Іваничук).